# Eric Schlosser
Eric Schlosser (New York, 17 agosto 1959) è un giornalista e saggista statunitense.
È noto come autore dei libri Fast Food Nation (2001; che ha ispirato l'omonimo film del 2006), Reefer Madness (2003), Chew on This (2005; scritto con Charles Wilson) e Command and Control (2013).
È stato produttore esecutivo del film Il petroliere (2007) e coproduttore del film-documentario Food, Inc. (2008) nel quale compare in veste di intervistato.